# Tintoretto (cràter)
Tintoretto és un cràter d'impacte en el planeta Mercuri de 94 km de diàmetre. Porta el nom del pintor italià Tintoretto (1518-1594), i el seu nom va ser aprovat per la Unió Astronòmica Internacional el 1976.